# 中梁山站 (铁路)
中梁山站位于重庆市九龙坡区田西路，是小西铁路上的四等站。车站由成都局集团兴隆场车站管辖，仅办理专用线、专用铁路货运作业。车站设有2条到发线（含1条正线）和为永荣矿业（原中梁山煤电气公司）服务的5条货物线（含2条贯通式货物线及3条尽头式货物线）；另设有通往华铁储运（化肥）和中铁物资重庆有限公司（建材）的专用线。此外车站附近还设有重庆机务段重庆西自轮运转及大部件检修基地和内燃整备车间（原重庆西机务段旧址）。

## 历史
中梁山煤矿准轨专用线（小南海—中梁山煤矿北井广场）建于1953年:48，1958年建成通车，1965年移交重庆铁路分局管辖。1970年代中梁山支线划入重庆铁路枢纽后，铁路部门修建了连接上桥货站的联络线并更名小梨线（小南海—梨树湾）。1979年和1981年车站又分别修建了通往中梁山化肥厂和铁道部重庆材料厂的专用线:316,321:83。
中梁山站原由重庆车务段管辖:300，1999年5月7日划归重庆西编组站（现兴隆场车站）。
穿越中梁山的重庆地方公路华岩隧道下穿本站站场，车站因此于2016年8月起施工，当年12月完工后紧接着又为配合渝黔铁路（现渝贵铁路）工程而移交渝黔铁路施工方。2017年渝贵铁路通车后，铁路部门将小梨线跳蹬至重庆西客站区间路线电气化，并对车站进行站改。渝贵铁路及重庆西站通车后，经过本站的小梨线更名小西线（小南海—重庆西）。